# Sarcedo
Sarcedo é uma comuna italiana da região do Vêneto, província de Vicenza, com 5 059 habitantes em 2011. Estende-se por uma área de 13 km², tendo uma densidade populacional de 389 hab/km². Faz fronteira com Breganze, Fara Vicentino, Montecchio Precalcino, Thiene, Villaverla, Zugliano.

## Demografia
| Variação demográfica do município entre 1861 e 2011 |
|                                                     |
| Fonte: Istituto Nazionale di Statistica (ISTAT)     |